# Липканский район
Липка́нский райо́н (молд. raionul Lipcani, молд. районул Липкань) — административно-территориальная единица Молдавской ССР, существовавшая с 11 ноября 1940 года по 24 декабря 1964 года. Административный центр — пгт Липканы.

## История
Как и большинство районов Молдавской ССР, образован 11 ноября 1940 года с центром в пгт Липканы. До 16 октября 1949 года находился в составе Бельцкого уезда, после упразднения уездного деления перешёл в непосредственное республиканское подчинение.
С 31 января 1952 года по 15 июня 1953 года район входил в состав Бельцкого округа, после упразднения окружного деления вновь перешёл в непосредственное республиканское подчинение.
9 января 1956 года в Липканский район передана большая часть территории упраздняемого Бричанского района.
25 декабря 1962 года Липканский район был ликвидирован, его территория передана Единецкому району.
24 декабря 1964 года Липканский район восстановлен, из соседних районов в него передана оставшаяся часть территории бывшего Бричанского района, а сам Липканский район переименован в Бричанский с переносом административного центра из пгт Липканы в пгт Бричаны.

## Административное деление
Изначально образованный Липканский район по состоянию на 1 января 1955 года состоял из 1 пгт (Липканы) и 11 сельсоветов: Баласинештский, Белявинцкий, Дрепкауцкий, Коржеуцкий, Котельнский, Котюжанский, Ларгский, Медвежский, Перерытский, Тецканский и Ширеуцкий.
Изначально образованный Бричанский район по состоянию на 1 января 1955 года состоял из 1 пгт (Бричаны) и 7 сельсоветов: Верхнехолохорский, Гриманкауцкий, Каликауцкий, Корестоуцкий, Маркауцкий, Табанский и Чепелеуцкий.
По состоянию на 1 апреля 1968 года объединённый Бричанский район включал в себя все вышеперечисленные сельсоветы, а также Балкауцкий, Берлинецкий, Богданештский, Болбокский, Клокушнянский и Ходороуцкий.